# Килийски ръкав
Килийският клон (на румънски: Brațul Chilia; на украински: Кілійське гирло) е главният ръкав на река Дунав, която внася своя принос във формирането на делтата на река Дунав. Тя е наречена на двете населени места с това име, които се намират на двата срещуположни дунавски бряга на: Килия на северния украински бряг и Килия Вече (Стара Kилия) на южния румънски бряг.
Други два основни клона на река Дунав са Сулина и Сфънту Георге.
Килийският отдел започва от Измаилския остров, където Дунав се разделя на Килийски и Сулински ръкав, а завършва близо до град Вилково. Там Килийският ръкав се разделя по-нататък на Очаков ръкав (на изток) и на Цариградски ръкав (на юг). Килийският отдел е дълъг 104 km (65 mi). Дебитът при влизане в делтата възлиза на 6,350 м3/С.